# Anna-Lisa Westerlund Bengtsson
Anna-Lisa (Alwe) Westerlund Bengtsson, född 19 juni 1914 i Stockholm, död 9 januari 2015 i Hammenhögs församling, var en svensk textilkonstnär och keramiker.
Hon var dotter till civilingenjören Ralph Westerlund och Anna Öberg samt från 1942 gift med köpmannen Reinhold Bengtsson. Hon studerade vid Akademie für angewandte Kunst i München 1938 och vid Slöjdföreningens skola i Göteborg 1940. Hon fortsatte efter andra världskriget sina studier i Dortmund. Tillsammans med Greta Digman ställde hon ut i SDS-hallen i Malmö 1941 och tillsammans med Stig Lindberg och Karin Björquist i Tranås 1960. Hon medverkade i ett flertal konsthantverksutställningar på olika platser i Sverige. För Bagarmossens församlingshus i Stockholm utförde hon några batikdekorationer. Hennes konst består av broderade och applicerande tavlor och bonader, batik för kläder och väggdekorationer samt keramiska föremål. Westerlund är gravsatt i minneslunden på Norra kyrkogården i Lund.